# Огор, Якоб
Якоб Огор (Якоб Огард, дат. Jacob Aagaard; род. 31 июля 1973, Хёрсхольм) — датский шахматист, гроссмейстер (2007). С 2006 по 2009 и с 2017 по 2023 годы представлял Шотландию.
В составе сборной Шотландии и Дании участник 4-х Олимпиад (за Шотландию — 2006 и 2008, за Данию — 2012 и 2014 годов). Участник 18-го командного чемпионата Европы (2011).
Якоб Огор — единственный шахматный писатель в мире, получивший все четыре главных награды Книги года: Английская шахматная федерация (2010), ChessCafe.com (2001), Ассоциация шахматных профессионалов (2013) и Болеславская медаль от тренерского комитета ФИДЕ (2012).

## Спортивные достижения
| Год  | Город        | Турнир                          | + | − | = | Результат | Место |
| ---- | ------------ | ------------------------------- | - | - | - | --------- | ----- |
| 2006 | Турин        | 37-я Олимпиада                  | 3 | 1 | 6 | 6 из 10   |       |
| 2008 | Дрезден      | 38-я Олимпиада                  | 3 | 2 | 3 | 4½ из 8   |       |
| 2011 | Порто Каррас | 18-й командный чемпионат Европы | 3 | 3 | 3 | 4½ из 9   |       |
| 2012 | Стамбул      | 40-я Олимпиада                  | 3 | 4 | 1 | 3½ из 8   |       |
| 2014 | Тромсё       | 41-я Олимпиада                  | 4 | 2 | 3 | 5½ из 9   |       |

## Изменения рейтинга
| Графики недоступны из-за технических проблем. См. информацию на Фабрикаторе и на mediawiki.org. |

## Книги
- Easy Guide to the Panov-Botvinnik Attack, 1998
- Easy Guide to the Sveshnikov Sicilian, 2000
- Dutch Stonewall, 2001
- Sicilian Kalashnikov, 2001 (в соавторстве)
- Excelling at Chess, 2002
- Meeting 1.d4, 2002 (в соавторстве)
- Queen’s Indian Defence, 2002
- Excelling at Positional Chess, 2003
- Starting Out: The Grunfeld Defence, 2004
- Excelling at Combinational Play: Learn to Identify and Exploit Tactical Chances, 2004
- Inside the Chess Mind: How Players of All Levels Think About the Game, 2004
- Excelling at Technical Chess: Learn to Identify and Exploit Small Advantages, 2004
- Excelling at Chess Calculation: Capitalizing on Tactical Chances, 2004
- Starting Out: Benoni Systems, 2005 (в соавторстве)
- Experts vs. the Sicilian, 2006 (в соавторстве)
- Practical Chess Defence, 2006
- The Attacking Manual 1: Basic Principles, 2008
- The Attacking Manual 2: Technique and Praxis, 2008